# Umweltbundesamt (Deutschland)

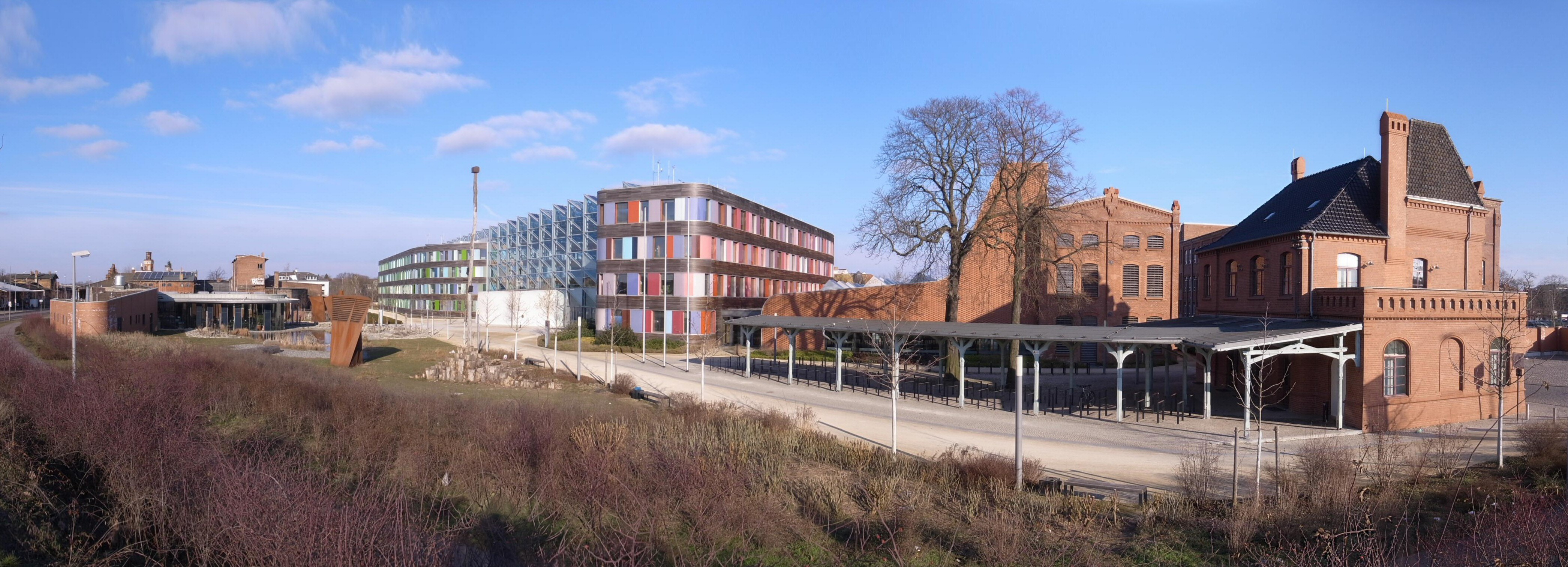
Das Umweltbundesamt in Dessau-Roßlau, 2011

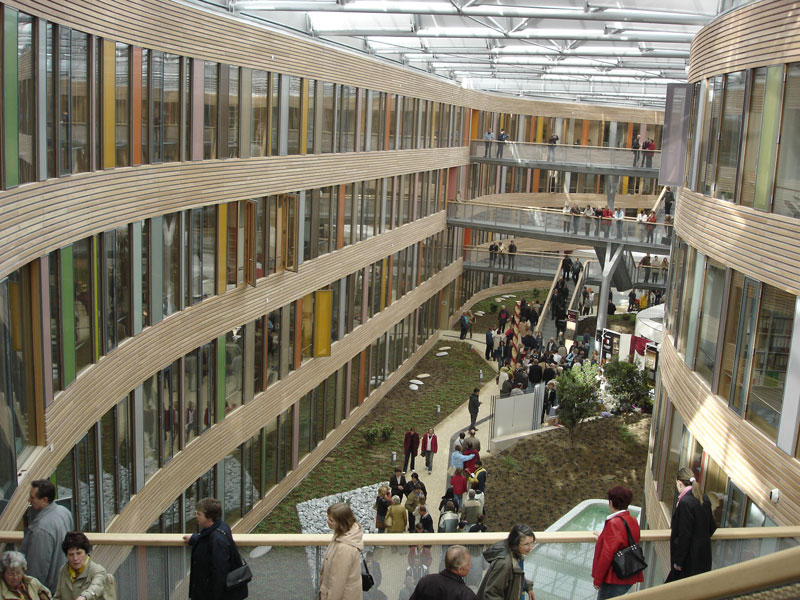
Innenansicht des Gebäudes in Dessau, 2005

Das deutsche Umweltbundesamt (UBA) ist die zentrale Umweltbehörde der Bundesrepublik Deutschland. Es gehört zusammen mit dem Bundesamt für Naturschutz, dem Bundesamt für die Sicherheit der nuklearen Entsorgung und dem Bundesamt für Strahlenschutz zum Geschäftsbereich des Bundesministeriums für Umwelt, Klimaschutz, Naturschutz und nukleare Sicherheit. Die Aufgaben des Amtes sind vor allem „die wissenschaftliche Unterstützung der Bundesregierung (u. a. Bundesministerien für Umwelt, Gesundheit, Wirtschaft, Forschung, Verkehr), der Vollzug von Umweltgesetzen (z. B. Emissionsrechtehandel, Zulassung von Chemikalien, Arznei- und Pflanzenschutzmitteln) und die Information der Öffentlichkeit zum Umweltschutz“ auf Basis unabhängiger Forschung. Mit rund 1800 Mitarbeitern ist das deutsche Umweltbundesamt die größte Umweltbehörde Europas.

## Geschichte
Im Herbst 1969 wurde Willy Brandt erster SPD-Bundeskanzler der Bundesrepublik; er bildete eine sozialliberale Koalition (Kabinett Brandt I bzw. 1972 Kabinett Brandt II). Brandt hatte schon bei seiner ersten Kanzlerkandidatur (zur Bundestagswahl 1961) einen „blauen Himmel über dem Ruhrgebiet“ gefordert.
Anfang der 1970er Jahre forderte der FDP-Politiker und damalige Innenminister Hans-Dietrich Genscher die Schaffung einer Umweltbehörde, analog zu bereits bestehenden Behörden in den USA und Schweden. Gegen den Widerstand vor allem von Gesundheits- und Wissenschaftsministerium, die einen Kompetenzverlust auf dem Bereich des Umweltschutzes befürchteten, wurde 1973 die Bundesstelle für Umweltangelegenheiten geschaffen und am 22. Juli 1974 in das Umweltbundesamt per „Gesetz über die Errichtung eines Umweltbundesamtes“ im Geschäftsbereich des Bundesministers des Innern umgewandelt, als selbständige Bundesoberbehörde mit Sitz in Berlin. Der Beschluss des Deutschen Bundestages vom 19. Juni 1974, der West-Berlin als Sitz des Amtes festgelegt hatte, führte am darauffolgenden Tag zu offiziellen Protesten durch das DDR-Außenministerium.
Nach der Auflösung des Bundesgesundheitsamtes (1994) wurde das Institut für Wasser-, Boden- und Lufthygiene (WaBoLu) in das Umweltbundesamt integriert.
Am 4. September 2023 wurde das zweite Bürogebäude am Hauptsitz in Dessau-Roßlau eingeweiht. Das Gebäude, das fast zur Hälfte aus recyceltem Baustoff errichtet wurde, soll sich energetisch selbst durch Photovoltaik und Wärmepumpe mit erneuerbaren Energien versorgen.

### Verlegung des Dienstsitzes
Am 2. Mai 2005 wurde der Dienstsitz des Umweltbundesamts nach Dessau-Roßlau (damals noch Dessau) verlegt; im ursprünglichen Gebäude am Bismarckplatz in Berlin verblieb eine Niederlassung.

### Präsidenten
Präsidenten des Umweltbundesamtes waren der Jurist Heinrich von Lersner von der Gründung 1974 bis 1995, der Volkswirt Andreas Troge von 1995 bis 2009 sowie der Volkswirt und langjährige Präsident des Naturschutzbund Deutschland (NABU) Jochen Flasbarth von 2009 bis Dezember 2013. Im Mai 2014 wurde mit Maria Krautzberger erstmals eine Präsidentin berufen. Am 1. Januar 2020 trat Professor Dirk Messner das Amt des Präsidenten des Umweltbundesamtes an.

## Organisation
Die Behörde hat rund 1600 Beschäftigte und Einrichtungen in Dessau-Roßlau, Berlin, Bad Elster und Langen. Außerdem betreibt das UBA sieben deutschlandweit verteilte Stationen zur Messung der Hintergrundkonzentrationen von Luftinhaltsstoffen: Westerland, Zingst, Waldhof (Lüneburger Heide), Neuglobsow, Schmücke, Schauinsland, Zugspitze.
Das UBA gliedert sich in folgende Einheiten:
- Zentralbereich (Administrative Steuerung und Service)
- Fachbereich I (Umweltplanung und Nachhaltigkeitsstrategien)
- Fachbereich II (Gesundheitlicher Umweltschutz, Schutz der Ökosysteme)
- Fachbereich III (Nachhaltige Produktion und Produkte, Kreislaufwirtschaft)
- Fachbereich IV (Chemikaliensicherheit)
- Fachbereich V (Klimaschutz, Energie, Deutsche Emissionshandelsstelle (DEHSt))
- Präsidialbereich

Das UBA verfügt an seinem Hauptsitz in Dessau sowie an seinen Außenstellen in Berlin (Grunewald bzw. City Campus bis 2025/26 und Marienfelde), Langen und Bad Elster über ein Umweltmanagementsystem (UMS) nach den Vorgaben des Eco Management and Audit Scheme.

## Zuständigkeit
Gemäß Grundgesetz sind die Zuständigkeiten zwischen Bund und Ländern verteilt. Auf einigen Gebieten ist Umweltschutz Bundessache und auf anderen Gebieten hat er nur die Befugnis der Rahmengesetzgebung für die Länder. Daher werden einige Aufgaben des Umweltschutzes durch die für die Umwelt zuständigen Landesämter in den Bundesländern, andere Aufgaben vom Umweltbundesamt wahrgenommen.
Die Föderalismusreform I hat im Umweltbereich teilweise zu einer neuen Verteilung der Gesetzgebungskompetenzen zwischen Bund und Ländern geführt.
Die wichtigsten Änderungen sind:
- Wegfall der Erforderlichkeitsklausel in den Bereichen Abfallwirtschaft, Luftreinhaltung und Lärmbekämpfung und somit erleichterte Gesetzgebung des Bundes
- Atomrecht: nunmehr ausschließliche Gesetzgebungskompetenz des Bundes
- Jagdwesen, Naturschutz und Landschaftspflege, Raumordnung, Wasserhaushalt: Abschaffung der Rahmenkompetenz des Bundes, nunmehr konkurrierende Gesetzgebungskompetenz, aber bestimmte Abweichungsrechte der Länder
- umweltrelevantes Verfahrensrecht: Zuständigkeit des Bundes mit Zustimmung des Bundesrates; fehlt die Zustimmung, können die Länder abweichen.

Nunmehr hat der Bund die Kompetenz, in vielen Bereichen des Umweltrechts unmittelbar wirksame Regelungen zu erlassen und damit zum Beispiel Europarecht zeitnah und einheitlich umzusetzen; die Länder haben in bestimmten Bereichen Abweichungsrechte und teilweise auch Gestaltungsspielräume. Für den Vollzug der Regelungen ist das Umweltbundesamt zuständig. Dazu gehören die Zusammenfassung der durch EU-Richtlinien vorgeschriebenen Meldungen aus den Bundesländern und die Weiterleitung an die zuständigen europäischen Behörden, wie etwa die Europäische Umweltagentur.

## Weitere Aufgaben
Neben interner Forschung, unter anderem in eigenen Laboren, vergibt das Umweltbundesamt auch Forschungsaufträge an wissenschaftliche Einrichtungen und Institute.
Zur Unterstützung seiner Arbeit bedient sich das Umweltbundesamt verschiedener wissenschaftlicher Kommissionen, in denen externe Experten vertreten sind und das Umweltbundesamt fachlich beraten. Die Kommissionen sind unter anderem:
- Kommission Bewertung wassergefährdender Stoffe (KBWS)
- Kommission Bodenschutz
- Kommission Human-Biomonitoring
- Kommission Innenraumlufthygiene (IRK)
- Kommission Landwirtschaft am Umweltbundesamt (KLU)
- Schwimm- und Badebeckenwasserkommission (BWK[15])
- Trinkwasserkommission
- Ressourcenkommission

Weiterhin existiert noch der
- Fachbeirat Bodenuntersuchungen

## Sonstiges

### CO2-Rechner des Umweltbundesamtes
Seit 2007 bietet bzw. fördert das Umweltbundesamt einen CO2-Rechner, mit dem die persönliche Kohlendioxid-Bilanz errechnet werden kann. Der Rechner bietet einen Überblick über den aktuellen persönlichen CO2-Fußabdruck, die zentralen Stellschrauben (sogenannte „Big Points“) und welchen Beitrag man zukünftig für den Klimaschutz leisten könnte.
Im März 2024 wurde die Art der Berechnung der CO2-Emissionen aus dem Heizen mit Holz des CO2-Rechner des Umweltbundesamtes für Privatpersonen angepasst. Dies führte zu einer kontroversen Diskussion unter Waldbesitzern und in der Bioenergiewirtschaft. Am 13. September 2024 stellte die CDU/CSU-Fraktion im Deutschen Bundestag eine Kleine Anfrage zum Thema „Hintergründe zum CO2-Rechner des Umweltbundesamts“ (Drucksache 20/12867) an die Bundesregierung, die mit Drucksache 20/13242 beantwortet wurde.